# 193 Ambrosia
A 193 Ambrosia a Naprendszer kisbolygóövében található aszteroida. Jérôme Eugène Coggia fedezte fel 1879. február 28-án.